# The Dog Said Bow Wow
"The Dog Said Bow-Wow" é um conto de ficção científica do escritor americano Michael Swanwick , publicado em 2001. Ele ganhou Hugo Award de Melhor Conto em 2002 e foi nomeado para o Prêmio Nebula de Melhor Conto de 2002.

## Resumo do enredo
"The Dog Said Bow-Wow" segue a história de Sir Blackthorpe Ravenscairn de plus Precieux (mais conhecido como "Surplus"), um cão falante geneticamente modificado da inteligência humana, e Darger, seu parceiro no crime. Juntos, eles criam um plano para enganar vários altos funcionários do Palácio de Buckingham. A história se passa em um futuro não muito distante, depois de uma guerra entre a humanidade e os seres de inteligência artificial no qual os humanos ganharam, mas a civilização como a conhecemos foi forçada a reverter para o início da época vitoriana.